# The Evil That Men Do
〈The Evil That Men Do〉는 영국의 헤비 메탈 밴드 아이언 메이든의 노래이다. 이 곡은 밴드의 열일곱 번째 싱글이며, 그들의 일곱 번째 스튜디오 음반인 《Seventh Son of a Seventh Son》(1988년)의 두 번째 싱글이다. 이 싱글은 영국 차트에서 6위로 데뷔했고 순식간에 5위로 올라섰다. 싱글의 B 사이즈는 〈Prowler〉와 〈Charlotte the Harlot〉의 재녹음이며, 밴드의 데뷔 음반인 《Iron Maiden》에 각각 1위와 7위, 8위로 등장한다.
이 곡의 제목은 윌리엄 셰익스피어의 줄리어스 시저에서 카이사르가 살해된 후 로마인 군중에게 연설하던 마르쿠스 안토니우스의 연설에서 따온 것이다. "사람이 행하는 악은 그 뒤를 따라 산다. 좋은 것은 종종 그들의 뼈와 섞인다.(The evil that men do lives after them. The good is oft interred with their bones.)" 브루스 디킨슨은 때때로 이 곡을 연주하기 전에 이것을 반복할 수도 있지만, (Rock in Rio에서 했던 것처럼) 조항들의 순서가 뒤바뀌었다. 그 노래의 시적인 가사는 관련이 없다.
〈The Evil That Men Do〉의 기타 솔로곡은 아드리안 스미스가, 〈Prowler '88〉의 기타 솔로곡은 데이브 머레이가 연주한다. 〈Charlotte the Harlot '88〉에서 첫 번째 기타 솔로는 데이브 머레이가 연주하고 이어서 아드리안 스미스가 연주한다.
이 뮤직비디오는 1988년 Seventh Tour of a Seventh Tour 동안 미국 캘리포니아주 잉글우드에서 열린 더 포럼에서 촬영되었다.

## 곡 목록
7인치 싱글
| #  | 제목                     | 작사·작곡                                     | 재생 시간 |
| -- | ------------------------ | --------------------------------------------- | --------- |
| 1. | 〈The Evil That Men Do〉 | 아드리안 스미스, 브루스 디킨슨, 스티브 해리스 | 4:33      |

| #  | 제목            | 작사·작곡 | 재생 시간 |
| -- | --------------- | --------- | --------- |
| 2. | 〈Prowler '88〉 | 해리스    | 4:06      |

## 참여 인원
제작 크레딧은 7인치 바이닐, 12인치 바이닐 및 디스크 커버에서 수정된다.
아이언 메이든
- 브루스 디킨슨 - 리드 보컬
- 데이브 머레이 - 기타
- 아드리안 스미스 - 리드 기타
- 스티브 해리스 - 베이스 기타, 신시사이저
- 니코 맥브레인 - 드럼